# بيبيه ميلر
بيبيه ميلر (بالإنجليزية: Bebe Miller)‏ هي مصممة رقص أمريكية، ولدت في 20 سبتمبر 1950 في بروكلين في الولايات المتحدة.